# La Cañada, Argentina
La Cañada är en kommunhuvudort i Argentina.   Den ligger i provinsen Santiago del Estero, i den norra delen av landet, 900 km nordväst om huvudstaden Buenos Aires. La Cañada ligger 156 meter över havet och antalet invånare är 1 696.
Terrängen runt La Cañada är mycket platt. Runt La Cañada är det ganska glesbefolkat, med 23 invånare per kvadratkilometer..
Trakten runt La Cañada består i huvudsak av gräsmarker.